# 퍼펙트케이오
《퍼펙트케이오》(Perfect KO)는 2007년 말 피망에서 정식 서비스 했던 온라인 3D 격투 게임이다. 12세 이상 이용가능 게임으로 판정받았다. 2009년 12월 22일부로 서비스 중단되었다.

## 게임 모드
온라인 대전과 미션 모드를 선택 할 수 있으며 온라인 대전에서는 팀 서바이벌, 개인 서바이벌, 팀 데스매치, 개인 데스매치 등 4개의 모드를 선택할 수 있다.